# Теодосије Печерски
Теодосије Печерски (рус. Феодо́сий Пече́рский), (ок. 1008. — 3. маја 1074) је био хришћански, православни монах, касније светац из XI века, који је донео киновијско монаштво у Кијевску Русију у 11. веку. Један је од оснивача Кијево-печерске Лавре, заједно са Антонијем Печерским, чији је био ученик. По њему је назван свети извор који се налази на територији Лавре.

## Ране године
Родио се око 1008. године у селу Васиљеву. Његов отац, који је припадао војном одреду, бива пребачен у Курск, где пролази детињство и младост преподобног. Од најраније младости избегавао је смех и весеље и предавао се богомислију и молитви. Због тога је често био тучен од мајке, а нарочито још кад му је мајка једнога дана приметила вериге око нага тела, од чега му је кошуља била крвава. Маштао је да се замонаши. Прочитавши једном у Јеванђељу речи Христове: "Ко љуби оца или матер већма него мене, није мене достојан", он је напустио родитељски дом 1038. године, и покушавао у многим манастирима да се постриже, али су га сви одбијали, јер је био веома млад. Сазнавши о преподобном Антонију, одлази му и тај га постриже у Кијевској пештери. Када га је мајка пронашла и почела звати кући, он ју је посаветовао да се и она замонаши у једном женском манастиру.

## Монашки живот
Својим подвигом, кротошћу и добротом Теодосије је убрзо превазишао све монахе и постао врло мио Антонију, који га 1054. рукополаже за јеромонаха, а 1057. је изабран за игумана Кијево-Печерске лавре. За његово време богатство у манастиру се јако умножило, организује градњу дрвеног здања цркве и келија, где прелази са свих 100 монаха. По његовој иницијативи, написан је први устав Печерског манастира, састављен по основи Студитског устава, ког је сам Теодосије поручио из Константинопоља око 1068. године. При његовом игуманству, почета је градња главне манастирске цркве у част Успења Пресвете Богородице. Познат је и као оснивач једне од првих црквених библиотека у Кијевској Русији - Библиотеке Кијево-Печерске лавре.
У хришћанској традицији помиње се да је Бог обдарио Теодосија великом благодаћу због његове девствене чистоте, великог молитвеног труда и љубави према ближњим, те да је имао велику моћ над нечистим дусима, и исцељивао болести, и прозирао у судбине људи. Прославио се својим аскетизмом, носио је старе, подеране ствари, које су, по речима састављача Житија Теодосија Печерског, Летописца Нестора, "на њему сијале, као царска одећа". Скупа са светим Антонијем Теодосије се сматра оснивачем и уређивачем монаштва у Русији.
Пред Велики пост, Теодосије се обично осамљивао током целе четрдесетницу. Затварајући се у пештери, узимао је са собом мало хлеба, а врата су му споља, по његовој жељи, засули земљом, а братија манастира је с њим разговарала само у крајњој нужди кроз остављен мали прозорчић, и то само суботом или недељом..

## Смрт
Умире Теодосије природном смрћу 1074. године, после недуге болести. Пре смрти је затражио да га сахране ноћу, у тој пештери, где је вршио своје испосништво у време Великог поста. Његова молба је била услишена. До 1088. преподобни Летописац Нестор је написао Житије Теодосија Печерског.
Игуман и братија лавре су решили 1090. да тело Теодосија пренесу у цркву коју је он основао. Три дана пре празника Успења, монаси су почели откопавање гроба, а тамо су нашли нетакнуте мошти Теодосија, како приповеда Нестор — «власи су само биле залепљене за главу». Пренос моштију преподобног у цркву извршено је на празник Успења Богородице у присуству многих епископа и игумана кијевских монастира. За време татарске најезде мошти су положене под прагом западних капија храма, где се налазе и дан данас.

## Дела
Од књижевног стваралаштва преподобног Теодосија су се сачувале 2 посланице великом кнезу Изјаславу, 6 или 8 поука и 1 молитва. Укупно му се приписује више од 20 различитих дела.

## Помен
Српска православна црква га слави 3. маја по црквеном, а 16. маја по грегоријанском календару.